# Stictoleptura rubripennis
Stictoleptura rubripennis är en skalbaggsart som först beskrevs av Maurice Pic 1927.  Stictoleptura rubripennis ingår i släktet Stictoleptura och familjen långhorningar. Inga underarter finns listade i Catalogue of Life.